# Willem Wilmink
Willem Wilmink (Enschede, 25 octobre 1936 – Enschede, 2 août 2003) est un écrivain néerlandais.

## Biographie
Auteur de romans, mais surtout de poèmes, scénariste pour la télévision. Il écrit des textes pour le chanteur et cabaretier néerlandais Herman van Veen. Il contribue largement à 1, rue Sésame et Kinderen voor Kinderen. 
Ses poèmes et chansons pour enfants lui valent en 1986 le Gouden Griffel, Prix pour littérature enfantine.   
Il a écrit également des textes et poèmes en dialecte de Twente.